# 山口順一
山口 順一（やまぐち じゅんいち、1940年（昭和15年）3月30日 - ）は、日本のフィールドホッケー選手。

## 経歴・人物
明治大学出身。1964年東京オリンピックで男子トーナメントに出場した。 